# Maing

Maing este o comună în departamentul Nord, Franța. În 1 ianuarie 2022 avea o populație de 3.970 de locuitori.